# Club Atlético Villa Dora
O Club Atlético Villa Dora,  é  um time argentino de voleibol indoor masculino e 
```
com destaque para o naipe feminino da  cidade de 
Santa Fé
. Conquistou o título do 
Pré Sul-Americano de Clubes de 2015
, realizado em 
Jujuy
, obtendo a inédita qualificação para Campeonato Sul-Americano de Clubes de 2015 no Brasil
[
1
]
[
2
]
[
3
]
 e alcançando o quarto lugar da competição continental.
[
4
]
```

Na Liga A1 Argentina 2013-14 alcançou o bronze da edição.Obteve o título do Torneio Três Províncias Feminino em 2014.Disputou a Liga A1 Argentina sagrando-se vice-campeão da edição da temporada 2014-15.
Conquistou em 2015 o hexacampeonato consecutivo da Liga Feminina da Primeira Divisão da ASV.Alcançou a quarta posição no Campeonato Sul-Americano de Clubes de 2015 e subiu ao pódio na edição do ano de 2016.

## Resultados obtidos nas principais competições

### Títulos e resultados
- Campeonato Sul-Americano de Clubes:2016[10]
- Campeonato Sul-Americano de Clubes:2015[9]
- Campeonato Argentino(1 vez): 2015-16
- Campeonato Argentino(1 vez): 2014-15[7]
- Campeonato Argentino(1 vez): 2013-14[5]
- Liga Feminina ASV A1:2011,2012,2013,2014 e 2015[8]
- Torneio Três Províncias:2014[6]